# Панченко, Иван Степанович
Иван Степанович Панченко (? — 1904) — русский предприниматель, ростовский купец 1-й гильдии, коммерции советник, потомственный почётный гражданин Ростова-на-Дону.

## Биография
Уроженец Курской губернии, дата рождения неизвестна.
Получив домашнее образование, занимался коммерцией в Крыму (в Бахчисарае), по делам приезжал в Ростов-на-Дону, и в 1862 году переехал в этот город.
В мае 1873 года Панченко купил в Ростове-на-Дону первую свою фабрику — «Товарищество Ростовской на Дону писчебумажной фабрики», расположенной на берегу реки Темерник. Стал главным поставщиком писчебумажной продукции на Кавказ. В 1878 году провел модернизацию предприятия, и фабрика стала одной из лучших в Российской империи: её ежегодный оборот составил 300 тыс. рублей при двух мастерах и 272 рабочих.
В 1870 году И. С. Панченко открыл добычу каменного угля на Грушевском угледобывающем районе на Власовском руднике близ балки Аюта. В 1899 году он стал во главе «Товарищества писчебумажных фабрик и каменноугольных копей», куда вошли две писчебумажные фабрики и несколько каменноугольных рудников.
Наряду с предпринимательской, занимался общественной деятельностью: в 1888 году стал членом комитета Ростовской городской думы по сооружению памятника Александру II; в 1889 году — член комитета по строительству зданий городской Николаевской больницы; в 1893—1894 годах — почетный старши́на приюта при Ростовском окружном попечительстве детских приютов; в 1897—1901 годах — член Ростовского-на-Дону Комитета торговли и мануфактур; много лет являлся гласным Ростовской городской думы.
Также занимался благотворительностью: был членом попечительского совета Петропавловской богадельни; в русско-турецкую войну 1877-78 годов учредил в Ростове-на-Дону лазарет Красного Креста; после окончания строительства в городе собора Рождества Пресвятой Богородицы, церковным старостою которого он стал, Иван Степанович финансировал роспись стен собора и приобретал для него иконы. В 1896 году он пожертвовал книги для библиотеки городской больницы. В станице Константиновской построил здание для женского реального училища (Дом купца Панченко). Благотворительством занималась и его жена — Капитолина Семёновна.
Умер Иван Степанович Панченко в Кисловодске в 1904 году. В этом же году на собрании пайщиков «Товарищества писчебумажных фабрик и каменноугольных копей» было решено в память Ивана Степановича полностью оборудовать рентгеновский кабинет в Ростовской Николаевской больнице.
Имел награды Российской империи, включая орден Святого Владимира.